# Elin Petersson
Elin Anna Josefin Petersson, med artistnamn Elin Bell, född 30 april 1981 i Norrköping, är en svensk sångerska och låtskrivare.

## Biografi
Elin Bell (Petersson) är uppvuxen i Åby och efter Hagagymnasiet flyttade hon till Stockholm som 21-åring för att studera singer-songwriterteknik vid Kungliga Musikhögskolan i Stockholm. Som ung spelade och uppträdde hon bland annat med sin syster Malin.

### Melodifestivalen
Hon deltog under sitt födelsenamn i Melodifestivalen 2013, i tredje deltävlingen i Skellefteå med bidraget "Island", en egen låt i singer-songwriterstil. Hon fick sin plats i Melodifestivalen tack vare Allmänhetens tävling. Hon slutade på en åttonde och sista plats i deltävlingen.

### Ny inriktning
Efter Melodifestivalen ändrade hon sin musikstil till en tyngre, djupare elektropopstil under artistnamnet Elin Bell, med anknytning till ett smeknamn från barndomen. Hon inledde också ett samarbete med skivbolaget Sony Music. Sommaren 2014 släppte hon den uppmärksammade singeln "Over and Out". 6 februari 2015 utkom hennes självbetitlade debutalbum Elin Bell, producerat av Andreas Dahlbäck och Markus Jägerstedt, vilka bidragit till den nya musikstilen. Den seriösa tonen i musiken är präglad mycket av den djupa sorgen efter att först hennes pappa senare hennes syster oväntat dog 2009-10, följt av hennes separation efter ett långvarigt förhållande. Hon medverkar också i skapandet av musikvideor.
Bland hennes musikaliska inspirationskällor finns Imogen Heap, Tracy Chapman, Eva Dahlgren och Nina Persson. Även Astrid Lindgren med Pippi Långstrump har en central plats som livsbejakande inspiration.